# 46e cérémonie des National Society of Film Critics Awards
La 46e cérémonie des National Society of Film Critics Awards (NSFC Awards), décernés par la National Society of Film Critics, a eu lieu le 7 janvier 2012, et a récompensé les films réalisés l'année précédente.

## Palmarès

### Meilleur film
1. Melancholia
2. The Tree of Life
3. Une séparation (جدایی نادر از سیمین)

### Meilleur réalisateur
1. Terrence Malick pour The Tree of Life
2. Martin Scorsese pour Hugo Cabret (Hugo)
3. Lars von Trier pour Melancholia

### Meilleur acteur
1. Brad Pitt pour le rôle de Billy Beane dans Le Stratège (Moneyball)
2. Jean Dujardin pour le rôle de George Valentin dans The Artist
3. Gary Oldman pour le rôle de George Smiley dans La Taupe (Tinker Tailor Soldier Spy)

### Meilleure actrice
1. Kirsten Dunst pour le rôle de Justine dans Melancholia
2. Yoon Jeong-hee pour le rôle de Yang Mija dans Poetry (시)
3. Meryl Streep pour le rôle de Margaret Thatcher dans La Dame de fer (The Iron Lady)

### Meilleur acteur dans un second rôle
1. Albert Brooks pour le rôle de Bernie Rose dans Drive
2. Christopher Plummer pour le rôle de Hal dans Beginners
3. Patton Oswalt pour le rôle de Matt Freehauf dans Young Adult

### Meilleure actrice dans un second rôle
1. Jessica Chastain pour le rôle de Celia Foote dans La Couleur des sentiments (The Help), de Samantha LaForche dans Take Shelter et de Mme O'Brien dans The Tree of Life
2. Jeannie Berlin pour le rôle d'Emily dans Margaret
3. Shailene Woodley pour le rôle d'Alex King dans The Descendants

### Meilleur scénario
1. Une séparation (جدایی نادر از سیمین) – Asghar Farhadi
2. Minuit à Paris (Midnight in Paris) – Woody Allen
3. Le Stratège (Moneyball) – Steven Zaillian et Aaron Sorkin

### Meilleure photographie
1. The Tree of Life – –Emmanuel Lubezki
2. Melancholia – Manuel Alberto Claro
3. Hugo Cabret (Hugo) – Robert Richardson

### Meilleur film en langue étrangère
- Une séparation (جدایی نادر از سیمین) •  Iran
  - Mystères de Lisbonne (Mistérios de Lisboa)  •  Portugal
  - Le Havre •  France
  - Un prophète •  France  Italie

### Meilleur film documentaire
1. La Grotte des rêves perdus (Cave of Forgotten Dreams)
2. The Interrupters
3. Into the Abyss

### Meilleur film expérimental
1. Seeking the Monkey King

### Film Heritage
1. BAMcinématek pour sa rétrospective en 16 ou 35 mm sur Vincente Minnelli
2. Lobster Films, Groupama Gan Foundation for Cinema et la Technicolor Foundation for Cinema pour la restauration de la version couleur du Voyage dans la Lune de Georges Méliès
3. New York’s Museum of Modern Art pour sa rétrospective sur le cinéma de Weimar
4. Flicker Alley pour leur box Landmarks Of Early Soviet Film
5. The Criterion Collection pour le double DVD The Complete Jean Vigo